# Cryptopsy
Cryptopsy é uma banda de technical death metal do Canadá, formada em 1992.

## Integrantes
- Flo Mounier  – 	 bateria, vocal de apoio (1992-presente)
- Christian Donaldson  – 	 guitarra (2006-presente)
- Matt McGachy –  	 vocal (2007-presente)
- Olivier Pinard  – 	 baixo (2012-presente)

Ex-membros
- Kevin Weagle 	 –  baixo (1992-1994)
- Dave Galea 	 –  guitarra (1992-1994)
- Steve Thibault  – 	 guitarra (1992-1995)
- Lord Worm 	 –  vocal (1992-1997, 2003-2007)
- Jon Levasseur  – 	 guitarra (1993-2005, 2011-2012)
- Martin Fergusson  – 	 baixo (1994)
- Miguel Roy  – 	 guitarra (1995-1998)
- Éric Langlois  – 	 baixo (1996-2011)
- Mike DiSalvo 	 –  vocal (1997-2001)
- Alex Auburn  – 	 guitarra (1999-2009)
- Martin Lacroix  – 	 vocal (2001-2003)
- Daniel Mongrain  – 	 guitarra (2004-2005)
- Maggie Durand  – 	 teclado (2007-2008)
- Youri Raymond  – 	 guitarra (2009-2011), baixo, vocal de apoio (2011), vocal de apoio (2012-?)

## Discografia
Álbuns de estúdio
- Blasphemy Made Flesh (1994)
- None so Vile (1996)
- Whisper Supremacy (1998)
- ...And Then You'll Beg (2000)
- Once Was Not (2005)
- The Unspoken King (2008)
- Cryptopsy (2012)[1][2]

EP
- The Book of Suffering – Tome 1 (2015)

Demo
- Ungentle Exhumation (1993 - Relançada em 2006 pela Galy Records)

Álbum ao vivo
- None So Live (2003)

DVD
- Trois Rivieres Metalfest IV (2004)

Coletânea
- The Best of Us Bleed  (2012)